# Serviciul Federal de Securitate
Serviciul Federal de Securitate (ФСБ - Федера́льная слу́жба безопа́сности Росси́йской Федера́ции; transliterat Federalnaia slujba bezopasnosti Rossiiskoi Federații, prescurtat FSB) este serviciul secret al Federației Ruse, succesor al KGB-ului, fiind înființat oficial în 1995. Sediul central se află în Moscova.
Principalele responsabilități sunt în interiorul țării și includ contra-inteligență, securitate internă și de frontieră, contra-terorism și supraveghere, precum și investigarea altor tipuri de infracțiuni grave și încălcări ale legii federale. Are sediul în Piața Lubyanka, centrul Moscovei, în clădirea principală a fostei KGB. Conform Legii Federale din 1995 "Despre Serviciul Federal de Securitate", direcția FSB este executată de președintele Rusiei, care numește directorul FSB.
Predecesorul FSB-ului a fost Serviciul federal de contrainformații (FSK) al Rusiei, el însuși succesor al KGB: la 12 aprilie 1995, președintele rus Boris Elțîn a semnat o lege care impunea o reorganizare a FSK, care a dus la crearea FSB. În 2003, responsabilitățile FSB au fost lărgite prin includerea Serviciului de Grăniceri, independent anterior și a unei mari părți a Agenției Federale a Comunicațiilor și Informațiilor Guvernamentale (FAPSI), desființată. Cele trei mari componente succesoare structurale ale fostei KGB care rămân independente din punct de vedere administrativ de FSB sunt Serviciul de Informații Externe (SVR), Garda de Stat (FSO) și Direcția Principală a Programelor Speciale ale Președintelui Federației Ruse.
Sub legea federală rusă, FSB este un serviciu militar la fel ca forțele armate, MVD, FSO, SVR, FSKN, Direcția Principală pentru Controlul Drogurilor și apărarea civilă a EMERCOM, dar ofițerii săi nu poartă de obicei uniforme militare.
FSB este responsabilă în principal de securitatea internă a statului rus, de contrainformații și de lupta împotriva crimei organizate, a terorismului și a contrabandei cu droguri, în timp ce spionajul de peste mări este responsabilitatea principală a Serviciului de Informații Externe al Rusiei, succesor al primei direcții a KGB precum GRU, un organism din cadrul Ministerului Apărării al Rusiei. Cu toate acestea, FAPSI FSB efectuează supravegherea electronică în străinătate. Toate agențiile de aplicare a legii și de informații din Rusia funcționează sub îndrumarea FSB, dacă este necesar.
FSB are aproximativ 66.200 de angajați uniformi, inclusiv aproximativ 4.000 de trupe speciale. De asemenea, are aproximativ 160 000-200 000 de polițiști de frontieră.
În conformitate cu articolul 32 al Legii constituționale federale privind guvernul Federației Ruse, FSB răspunde direct președintelui federației ruse și directorului FSB, în timp ce un membru al guvernului federației ruse, condus de președintele Guvernului, raportează numai președintelui. De asemenea, directorul, din oficiu, este un membru permanent al Consiliului de Securitate al Rusiei, prezidat de președintele și președintele Comitetului Național Antiterorist al Rusiei.

## Istorie

### Recunoașterea inițială a KGB
Serviciul Federal de Securitate este una dintre organizațiile succesoare ale Comitetului de securitate al statului sovietic (KGB). Ca urmare a încercării de lovitură de stat din 1991 - în care unele unități KGB, precum și șeful KGB, Vladimir Kryuchkov, au jucat un rol major - KGB a fost dezmembrat și a încetat să mai existe din noiembrie 1991. [4] În decembrie 1991, două ordonanțe guvernamentale responsabile președintelui rus au fost create de decretele președintelui Elțîn, pe baza principalelor direcții relevante ale KGB-ului defunct: Serviciul de Informații Externe (SVR, fosta primă Direcție principală) și Agenția Federală a Comunicațiilor și Informațiilor Guvernamentale (FAPSI, care fuzionează funcțiile fostei 8 direcții principale și a celei de-a 16-a principale Direcția KGB). În ianuarie 1992, o altă instituție nouă, Ministerul Securității a preluat responsabilitățile interne și de securitate la frontieră. [6] Ca urmare a crizei constituționale din 1993, Ministerul Securității a fost reorganizat la 21 decembrie 1993 în Serviciul Federal de Informații (FSK). FSK era condus de Serghei Stepashin. Înainte de începerea principalelor activități militare ale primului război cecen, FSK a fost responsabil pentru operațiunile sub acoperire împotriva separatiștilor conduse de Dzhokhar Dudayev .

### Crearea FSB
În 1995, FSK a fost redenumit și reorganizat în Serviciul Federal de Securitate (FSB) prin Legea federală "Despre Serviciul Federal de Securitate" (titlul legii modificat în iunie 2003 [7]) semnat de președinte pe 3 aprilie 1995. Reformele FSB au fost rotunjite prin Decretul nr. 633, semnat de Boris Elțîn la 23 iunie 1995. Decretul a făcut ca sarcinile FSB să fie mai specifice, oferind FSB drepturi substanțiale pentru desfășurarea activității criptografice și descriind puterile directorului FSB. Numărul de directori adjuncți a fost majorat la 8: 2 primi deputați, 5 deputați responsabili cu departamentele și direcțiile și 1 director adjunct care conduce Direcția regională Moscova și Moscova. Elțin a numit pe general colonelul Mihail Ivanovici Barsukov ca nou director al FSB. În 1998, Elțin a numit pe Vladimir Putin, un veteran al KGB, care l-a urmat pe Elțîn ca președinte federal, ca director al FSB. Putin era reticent în a prelua conducerea, dar, odată numit, a efectuat o reorganizare profundă, care a inclus și destituirea majorității membrilor personalului de conducere al FSB. Putin i-a numit pe Nikolai Patrushev ca șef al FSB în 1999.
Rolul în al doilea război cecen.
După ce sa încheiat principala ofensivă militară a celui de-al Doilea Război Cecen, iar separatiștii au schimbat tactica războiului de guerilla, comanda generală a forțelor federale din Cecenia a fost transferată de la armată la FSB în ianuarie 2001. În timp ce armata nu avea mijloace tehnice de urmărire a gherilei grupurile, FSB a suferit de informații insuficiente umane din cauza incapacității sale de a construi rețele de agenți și informatori. În toamna anului 2002, separatiștii au lansat o campanie masivă de terorism împotriva civililor ruși, inclusiv atacul de teatru de la Dubrovka. Incapacitatea forțelor federale de a desfășura operațiuni eficiente de combatere a terorismului a determinat guvernul să transfere responsabilitatea de a "menține ordinea" în Cecenia de la FSB la Ministerul Afacerilor Interne (MVD) în iulie 2003.

### Reformele lui Putin
Președintele Putin s-a întâlnit cu directorul FSB Nikolai Patrushev la 9 august 2000.
După ce a devenit președinte, Vladimir Putin a lansat o reorganizare majoră a FSB. În primul rând, FSB poate fi pus sub control direct de către președinte printr-un decret emis la 17 mai 2000. Structura internă a agenției a fost reformată printr-un decret semnat la 17 iunie 2000. În structura rezultată, FSB trebuia să aibă un director, un prim adjunct director și nouă directori adjuncți, inclusiv un posibil secretar de stat și șefii a șase departamente : Departamentul de Securitate Economică, Departamentul de Contrainformații, Serviciul de organizare și personal, Departamentul de activitate, Departamentul de Analiză, Prognoză și Planificare Strategică, Departamentul pentru Protecția Sistemului Constituțional și Lupta împotriva Terorismului. În 2003, responsabilitățile agenției au fost considerate considerabil extinse. Serviciul de Grăniceri din Rusia, cu personalul său de 210.000, a fost integrat în FSB printr-un decret care a fost semnat la 11 martie 2003. Fuziunea a fost finalizată până la 1 iulie 2003. În plus, Agenția Federală de Comunicare și Informații Guvernamentale (FAPSI ) a fost desființată, iar FSB a primit o mare parte din funcțiile sale, în timp ce alte părți au fost trimise la Ministerul Apărării [6]. Printre motivele acestei întăriri a FSB s-au numărat nevoia sporită de securitate după creșterea atacurilor teroriste împotriva civililor ruși începând cu criza de ostatic din Moscova; necesitatea de a pune capăt luptelor permanente dintre FSB, FAPSI și polițiștii de frontieră datorită funcțiilor lor suprapuse și nevoia unui răspuns mai eficient la migrație, traficul de droguri și comerțul ilegal cu arme. De asemenea, sa subliniat că FSB a fost singura bază de putere a noului președinte, iar restructurarea a întărit poziția lui Putin (vezi grupurile politice aflate sub președinția lui Vladimir Putin). La 28 iunie 2004, într-un discurs adresat ofițerilor FSB de rang înalt, Putin a subliniat trei sarcini majore ale agenției: neutralizarea spionajului străin, protejarea securității economice și financiare a țării și combaterea crimei organizate. În septembrie 2006, FSB a fost agitat de o remaniere majoră, care, combinată cu unele schimbări anterioare (cele mai remarcabile, cele ale directorilor adjuncți FSB Yury Zaostrovtsev și Vladimir Anisimov în 2004 și, respectiv, 2005), au fost considerate a fi legate de trei scandaluri de corupție care se desfășoară încet din anul 2000. Unii analiști au considerat o încercare de a submina influența directorului FSB, Nikolay Patrushev, deoarece a fost echipa lui Patrushev din cadrul Direcției KGB Karelian de la sfârșitul anilor 1980 - începutul anilor 1990, care a suferit cel mai mult fusese în vacanță în timpul evenimentului.
Până în 2008, agenția avea un director, doi prim-directori adjuncți și 5 directori adjuncți. Avea următoarele 9 diviziuni:
Contra-spionaj
Serviciul pentru apărarea ordinii constituționale și lupta împotriva terorismului
Serviciul de frontieră
Serviciul de Securitate Economică
Informații actuale și legături internaționale
Servicii organizaționale și de personal
Departamentul de monitorizare
Serviciul științific și tehnic
Serviciul de securitate organizațională
Potrivit șefului FSB, Alexander Bortnikov, FSB își dezvoltă propriile sisteme de vehicule aeriene fără pilot, pentru a strânge informații.

### Lupta împotriva terorismului
FSB a forțelor speciale în timpul unei operațiuni speciale din Makhachkala, în urma căreia "un luptător a fost ucis și două atacuri teroriste au fost împiedicate" în 2010.
Pornind de la criza de ostatic din Moscova în 2002, Rusia se confrunta cu niveluri crescute de terorism islamist. FSB, fiind principala agenție responsabilă cu operațiunile de combatere a terorismului, se afla pe primul loc în lupta împotriva terorismului. În timpul asediului teatrului de la Moscova și asediul școlii Beslan, unitățile Spetsnaz ale FSB, Alpha Group și Vympel, au jucat un rol-cheie în operațiunile de eliberare a ostaticilor. Cu toate acestea, performanța lor a fost criticată din cauza numărului mare de victime ale ostaticilor. În 2006, FSB a obținut un mare succes în eforturile sale de combatere a terorismului, când la ucis cu succes pe Shamil Basayev, conducătorul din spatele tragediei din Beslan și alte câteva acte teroriste de mare amploare. Potrivit FSB, operațiunea a fost planificată pe parcursul a șase luni și a fost posibilă din cauza activităților sporite ale FSB în țările străine care furnizau arme teroriștilor. Basayev a fost urmărit prin supravegherea acestui trafic de arme. Basayev și alți militanți se pregăteau să efectueze un atac terorist în Ingusheția, când agenții FSB i-au distrus convoiul; 12 militanți au fost uciși. În ultimii ani ai celei de-a doua președinții a lui Vladimir Putin (2006-2008), atacurile teroriste din Rusia au scăzut, scăzând de la 257 în 2005 la 48 în 2007. Analistul militar Vitaly Shlykov a apreciat eficacitatea agențiilor de securitate din Rusia, Cecenia și Daghestan au fost cheia succesului. În 2008, revista americană Carnegie Endowment's Policy Policy a numit Rusia drept "cel mai rău loc de a fi terorist" și a subliniat în special disponibilitatea Rusiei de a acorda prioritate securității naționale asupra drepturilor civile. Până în 2010, forțele ruse, conduse de FSB, au reușit să elimine conducerea de vârf a insurgenței cecene, cu excepția lui Dokka Umarov.

### Creșterea terorismului și extinderea puterilor FSB
Președintele Dmitri Medvedev s-a întâlnit cu directorul FSB, Alexander Bortnikov, pe drumul de la Moscova la capitala Makhachkala din Dagestan în iunie 2009
Începând cu anul 2009, nivelul terorismului din Rusia a crescut din nou. Deosebit de îngrijorătoare a fost creșterea atacurilor de suicid. În perioada cuprinsă între februarie 2005 și august 2008, nu au fost uciși civili în astfel de atacuri, în 2008 cel puțin 17 au fost ucise, iar în 2009 numărul a crescut la 45. În martie 2010, militanții islamici au organizat bombardamentele de la Moscova din 2010, care au ucis 40 de persoane. Una dintre cele două explozii a avut loc la stația Lubyanka, lângă sediul FSB. Liderul militant Doku Umarov, numit "Osama bin Laden", a preluat responsabilitatea pentru atacuri. În iulie 2010, președintele Dmitri Medvedev a extins puterile FSB în lupta împotriva terorismului. Ofițerii FSB au primit puterea de a emite avertizări cetățenilor cu privire la acțiunile care ar putea duce la săvârșirea de infracțiuni și arestarea persoanelor timp de 15 zile dacă nu respectă ordinele legitime date de ofițeri. Proiectul de lege a fost criticat aspru de către organizațiile pentru drepturile omului.

## Rol: contra-spionaj
În 2011, FSB a declarat că a expus 199 de spioni străini, inclusiv 41 de spioni profesioniști și 158 de agenți angajați de serviciile străine de informații. Numărul a crescut în ultimii ani: în 2006, FSB a prins aproximativ 27 de ofițeri străini și 89 de agenți străini. Comparând numărul spionilor expuși istoric, atunci directorul FSB Nikolay Kovalyov a declarat în 1996: "Nu a existat niciodată un număr de spioni arestați de noi de când au fost trimiși agenți germani în timpul celui de-al doilea război mondial". Cifra din 2011 este similară cu cea raportată în 1995-1996, când aproximativ 400 de agenți de informații străini au fost descoperiți în perioada de doi ani. Într-un caz de spionaj străin, FSB a spus în februarie 2012 că un inginer care lucra la cosmodromul Plesetsk, principalul centru spațial al Rusiei pentru lansări militare, a fost condamnat la 13 ani de închisoare pentru acuzațiile de trădare de stat. O instanță a considerat că inginerul a vândut informații despre testarea sistemelor noi de rachete strategice rusești către CIA american. O serie de oameni de știință au fost acuzați de spionaj și de exporturile de tehnologii ilegale de către FSB încă de la înființare; printre care se numără cercetătorul Igor Sutyagin, fizicianul Valentin Danilov, chimistul fizic Oleg Korobeinichev, academicianul Oskar Kaibyshev, și fizicianul Yury Ryzhov Ecologul și jurnalistul Alexander Nikitin, care a lucrat cu Fundația Bellona, a fost acuzat de spionaj. El a publicat materiale care expun pericolele prezentate de flota nucleară a Federației Ruse. El a fost achitat în 1999, după ce a petrecut mai mulți ani în închisoare (cazul său a fost trimis pentru re-investigare de 13 ori în timp ce el a rămas în închisoare). Alte cazuri de urmărire penală sunt cazurile jurnalistului de investigație și ecologistului Grigory Pasko, Vladimir Petrenko, care a descris pericolul reprezentat de stocurile de război chimic militar și Nikolay Shchur, președintele Fondului Ecologic Snezhinskiy. Alți oameni arestați includ Viktor Orekhov, un fost ofițer KGB care a asistat disidenții sovietici, Vladimir Kazantsev, care au dezvăluit cumpărările ilegale de dispozitive de interceptare de la firme străine și Vil Mirzayanov, care a scris că Rusia lucrează la o armă cu gaze nervoase.
Contraterorismul:
Ofițerii FSB în locul bombardamentului din Aeroportul Internațional Domodedovo în 2011. Combaterea terorismului este una dintre principalele sarcini ale agenției.
În 2011, FSB a împiedicat 94 de "crime de natură teroristă", inclusiv opt atacuri teroriste. În special, agenția a împiedicat o bombardament planificat în Moscova, în ajunul Anului Nou. Cu toate acestea, agenția nu a reușit să prevină teroristii care au comis bombardarea aeroportului internațional Domodedovo . De-a lungul anilor, FSB și organizațiile de securitate afiliate de stat au ucis toți președinții Republicii Cecene separatiste Ichkeria, inclusiv Dzhokhar Dudaev, Zelimkhan Yandarbiev, Aslan Maskhadov și Abdul-Khalim Saidullaev. Chiar înainte de moartea sa, Saidullaev a susținut că guvernul rus a ucis "Masacov", după ce l-a invitat să "vorbească" și să-și promite securitatea "la cel mai înalt nivel". În timpul crizei de ostatici din Moscova și a crizei de ostatic în școala Beslan, toți ocupanții de ostatici au fost uciși pe loc de către forțele FSN spetsnaz. Doar unul dintre suspecți, Nur-Pashi Kulayev, a supraviețuit și a fost condamnat mai târziu de instanță. Este raportat că mai mult de 100 de lideri ai grupurilor teroriste au fost uciși în cursul anului 2006 în cursul a 119 de operațiuni în regiunea Caucazului de Nord. La 28 iulie 2006, FSB a prezentat o listă cu 17 organizații teroriste recunoscute de către Curtea Supremă a Federației Ruse, ziarului Rossiyskaya Gazeta, care a publicat lista în acea zi. Lista a fost disponibilă anterior, dar numai prin cerere individuală. Comentând lista, Yuri Sapunov, șeful antiterorismului la FSB, a numit trei criterii principale necesare pentru ca organizațiile să fie listate.
Inteligența străină
Potrivit unor surse neoficiale din 1999, FSB a fost, de asemenea, însărcinată cu colectarea de informații pe teritoriul țărilor CSI, în care SVR este interzisă din punct de vedere juridic să efectueze spionaj în cadrul inter- acorduri guvernamentale. Această activitate este în conformitate cu articolul 8 din Legea federală privind FSB.
Destul de ucidere
În vara anului 2006, FSB a primit puterea legală de a se angaja în uciderea țintă a suspecților de terorism din străinătate, dacă acest lucru a fost comandat de președinte .
Protecția frontierelor
Garda de frontieră a Serviciului Federal de Securitate care urmărește săvârșitorii de frontieră maritimă în timpul exercițiilor din regiunea Kaliningrad
Serviciul Federal de Grăniceri (FPS) a fost parte a FSB din 2003. Rusia are 61.000 km de frontieră maritimă și terestră, 7.500 de kilometri din care face parte din Kazahstan și 4.000 kilometri cu China. Un kilometru (1100 m) de protecție la frontieră costă aproximativ 1 milion de ruble pe an.
Controlul exporturilor
FSB este implicată în dezvoltarea strategiei de control al exporturilor în Rusia și examinează proiecte de acorduri internaționale referitoare la transferul produselor și tehnologiilor cu dublă utilizare și militare. Rolul său principal în sfera neproliferării este de a colecta informații pentru a preveni exportul ilegal de tehnologie și materiale nucleare controlate.
Revendicări de intimidare a diplomaților străini și a jurnaliștilor
FSB a fost acuzat de The Guardian că folosește tehnici psihologice pentru intimidarea personalului diplomatic occidental și a jurnaliștilor, cu intenția de a le reduce munca în Rusia mai devreme. Tehnicile presupun că implică intrarea în case țintă, mutarea obiectelor de uz casnic, înlocuirea obiectelor cu articole similare (dar puțin diferite) și trimiterea chiar și a jucăriilor sexuale către soția unui țintă de sex masculin, toate cu intenția de a confunda și sperie ținta . Jurnalistul de pază, Luke Harding, susține că a făcut obiectul unor astfel de tehnici.

## Scandalul de doping
Principalele articole: dopajul în Rusia și raportul McLaren
În urma acuzațiilor făcute de un fost director de laborator rus despre Jocurile Olimpice de iarnă din 2014 din Soci, WADA a comandat o investigație independentă condusă de Richard McLaren. Ancheta McLaren a concluzionat, într-un raport publicat în iulie 2016, că Ministerul Sportului și Serviciul Federal de Securitate (FSB) au operat un sistem "fail-safe", bazat pe stat, folosind o "metodă de testare" (DPM) sfârșitul anului 2011 până în august 2015. " Acesta a fost utilizat pe 643 de eșantioane pozitive, un număr pe care autorii îl consideră "doar un minim" din cauza accesului limitat la înregistrările rusești.
La 9 decembrie 2016, avocatul canadian Richard McLaren a publicat a doua parte a raportului său independent. Ancheta a constatat că, din 2011 până în 2015, mai mult de 1000 de concurenți ruși din diverse sporturi (inclusiv vara, iarna și sporturile paralimpice) au beneficiat de acoperire. E-mailurile indică faptul că au inclus cinci powerlifters orbi, cărora li s-ar fi putut primi droguri fără cunoștințele lor și un vârstă de cincisprezece ani .
2016 alegerile prezidențiale din SUA
Principalele articole: Interferența Rusiei în alegerile din 2016 ale Statelor Unite ale Americii și Trolls de la Olgino
La 29 decembrie 2016, Casa Albă a sancționat FSB și alte câteva companii rusești pentru a ajuta serviciul militar rus, Direcția Generală de Informații (GRU), să perturbe și să răspândească dezinformarea în timpul alegerilor prezidențiale din 2016 ale SUA. În plus, Departamentul de Stat a declarat, de asemenea, 35 de diplomați și oficiali ruși persona non grata și a negat accesul oficialilor guvernului rus la două instalații ruse din Maryland și New York [50]
Revelațiile WikiLeaks
În septembrie 2017, WikiLeaks a lansat "Spy Files Russia", dezvăluind "modul în care o companie de tehnologie de la St Petersburg numită Peter-Service a ajutat entitățile de stat să adune date detaliate despre utilizatorii de telefonie mobilă din Rusia, parte a unui sistem național de supraveghere online numit System for Operative Activitățile de investigație (SORM). ".
Organizare
Sala de recepție a clădirii Serviciului Federal de Securitate, situată pe Kuznetsky Most în Moscova
Ambox curent red.svg
Acest articol trebuie actualizat. Actualizați acest articol pentru a reflecta evenimentele recente sau informațiile noi disponibile. (Septembrie 2009)
Sub nivelul național, FSB are birouri regionale în subiecții federali ai Rusiei. De asemenea, are administrații în forțele armate și în alte instituții militare. Există sub-departamente pentru domenii precum aviația, centrele de formare specială, expertiza medico-legale, medicina militară etc.
Centrul de Securitate a Informației al RF FSB, Piața Lubyanka
Structura oficiului federal (incomplet):
Serviciul de contrainformații (Departamentul) - șefii: Oleg Syromolotov (din august 2000), Valery Pechyonkin (septembrie 1997 - august 2000)
Direcția pentru Sprijinul Contrainstructivității Facilităților Strategice
Direcția de contrainformații militare - șefii: Alexander Bezverkhny (cel puțin din 2002), Vladimir Petrishchev (din ianuarie 1996)
Departamentul pentru protecția sistemului constituțional și lupta împotriva terorismului - șefi: Alexey Sedov (din martie 2006), Alexander Bragin (2004 - martie 2006), Alexander Zhdankov (2001-2004), germanul Ugryumov (2000-2001)
Direcția Terorism și Controlul Extremismului Politic - șefi: Mihail Belousov, în fața lui Grafov, în fața lui Boris Mylnikov (din 2000)
Serviciul de Securitate Economică (Departamentul) - șefii: Alexander Bortnikov (din 2 martie 2004), Yury Zaostrovtsev (ianuarie 2000 - martie 2004), Viktor Ivanov (aprilie 1999 - ianuarie 2000), Nikolai Patrushev 28 august - 1 octombrie 1998).
Serviciul de Informații Internaționale și Relații Internaționale (Departamentul de Analiză, Prognoză și Planificare Strategică) - șefi: Viktor Komogorov (din 1999), Serghei Ivanov (1998-1999)
Serviciul de Organizare și Personal (șef): Yevgeny Lovyrev (din 2001), Yevgeny Solovyov (înainte de Lovyrev)
Departamentul pentru asigurarea activității - șefii: Mikhail Shekin (din septembrie 2006), Serghei Shishin (înainte de Shekin), Pyotr Pereverzev (din 2004), Alexander Strelkov (înainte de Pereverzev)
Serviciul Grăniceri - șefi: Vladimir Pronichev (din 2003)
Serviciul de control - șefii: Alexander Zhdankov (din 2004) Direcția de control - șefii: Vladimir Anisimov (2004 - mai 2005), Rashid Nurgaliyev (12 iulie 2000 - 2002),
Direcția Securitate Internă - șefii: Alexander Kupryazhkin (până în septembrie 2006), Serghei Șișin (înainte de Kupryazhkin din decembrie 2002), Serghei Smirnov (aprilie 1999 - decembrie 2002), Viktor Ivanov (1998 -
Serviciul Știință și Inginerie (Departamentul) - șefii: Nikolai Klimashin
Centrul de Securitate a Informațiilor
Direcția de investigare - șefi: Nikolay Oleshko (din decembrie 2004), Yury Anisimov (din 2004), Viktor Milchenko (din 2002), Serghei Balashov (până în anul 2002 cel puțin din 2001), Vladimir Galkin
În afară de serviciile (departamentele) și direcțiile biroului federal, direcțiile teritoriale ale FSB în subiectele federale sunt de asemenea subordonate acestuia. Dintre acestea, Direcția de la Strasbourg și Leningrad din FSB și predecesorii săi (care acoperă istoric atât Leningrad / Sankt Petersburg și Oblast Leningrad) au jucat roluri deosebit de importante în istoria acestei organizații, deoarece mulți dintre ofițerii Direcției, inclusiv Vladimir Putin și Nikolay Patrushev, au preluat mai târziu poziții importante în cadrul biroului federal al FSB sau al altor organe guvernamentale. După ultimul șef al timpului sovietic, Anatolie Kurkov, Direcția Sankt Petersburg și Regiunea Leningrad au fost conduse de Sergei Stepashin (29 noiembrie 1991 - 1992), Viktor Cherkesov (1992 -1998), Alexander Grigoryev (1 octombrie 1998 - 5 ianuarie 2001), Serghei Smirnov (5 ianuarie 2001 - iunie 2003), Alexander Bortnikov (iunie 2003 - martie 2004) și Yury Ignashchenkov (din martie 2004).
Directorii FSB
La 20 iunie 1996, Boris Yeltsin a concediat directorul FSB Mikhail Barsukov și la numit pe Nikolay Kovalyov în calitate de director interimar și ulterior director al FSB. Aleksandr Bortnikov a preluat la 12 mai 2008.
Nikolai Golushko, decembrie 1993 - februarie 1994
Serghei Stepashin, februarie 1994 - iunie 1995
Mikhail Barsukov, iulie 1995 - iunie 1996
Nikolai Kovalyov, iulie 1996 - iulie 1998
Vladimir Putin, iulie 1998 - august 1999
Nikolai Patrushev, august 1999 - 12 mai 2008
Alexander Bortnikov, 12 mai 2008 - prezent

## Critică
FSB a fost criticat pentru corupție și încălcări ale drepturilor omului. Unii critici de la Kremlin, cum ar fi Alexander Litvinenko, au susținut că FSB este angajat în suprimarea disidenței interne; Litvinenko a murit în 2006 ca urmare a otrăvirii cu poloniu. O serie de parlamentari de opoziție și jurnaliști de investigație au fost uciși în timp ce investighează corupția și alte presupuse crime: Serghei Yushenkov, Yuri Shchekochikhin, Galina Starovoitova, Anna Politkovskaya, Alexander Litvinenko, Paul Klebnikov (SUA), Nadezhda Chaikova, Nina Yefimova și alții.
FSB a fost în continuare criticat de unii pentru că nu a pus sub control controlul terorismului islamist în Rusia. La mijlocul anilor 2000, sociologul rus pro-kremlin, Olga Kryshtanovskaya, a susținut că FSB a jucat un rol dominant în viața politică, economică și chiar culturală a țării. Ofițerii FSB au fost frecvent acuzați de tortură, extorcarea, luarea de mită și preluarea ilegală a companiilor private, care lucrează frecvent împreună cu inspectorii fiscali. Ofițerii activi și foști ofițeri FSB sunt, de asemenea, prezenți ca "curatori" în "aproape fiecare întreprindere mare", atât în sectoarele public, cât și în cel privat.
Fostul ofițer al FSB, un defector, Alexander Litvinenko, alături de o serie de alți autori precum Yury Felshtinsky, David Satter, Boris Kagarlitsky, Vladimir Pribylovsky, Mikhail Trepashkin (fostul ofițer FSB), au afirmat la începutul anilor 2000 că bombardamentele apartamentului din 1999 Moscova și alte orașe rusești au fost un atac de pavilion fals, coordonat de FSB, pentru a câștiga sprijinul public pentru un nou război complet la Cecenia și pentru a stimula fostul director al FSB, Vladimir Putin, apoi prim-ministrul, popularitatea în conducerea parlamentară alegerile și transferul prezidențial de putere în Rusia în acel an.
În cartea sa Mafia State, Luke Harding, corespondentul de la Moscova pentru The Guardian din 2007 până în 2011 și un critic ferm al politicii rusești, susține că FSB la supus hărțuirii psihologice continue, cu scopul de ai constrânge fie să- cenzură în rapoartele sale sau să părăsească țara în întregime. El spune că FSB folosea tehnici cunoscute sub numele de Zersetzung (literalmente "coroziune" sau "subminare"), care au fost perfecționate de Stasi est-german.
După anexarea Crimeei, FSB poate fi, de asemenea, responsabilă de dispariția activiștilor tătari din Crimeea și a figurilor publice. Unii, precum Oleg Sentsov, au fost deținuți și acuzați în curțile motivate politic din cauza cangurului. "Raportul ONU detaliază grave încălcări ale drepturilor omului în Crimeea ocupată de ruși".

## Legături externe
- Siteul oficial al FSB
- A murit KGB-ul, trăiască FSB-ul! Reforma serviciilor secrete rusești, 24 octombrie 2013, Adevărul - articol Historia[nefuncțională]